# Austroglossus pectoralis
Austroglossus pectoralis är en fiskart som först beskrevs av Kaup, 1858.  Austroglossus pectoralis ingår i släktet Austroglossus och familjen tungefiskar. Inga underarter finns listade.